# 11 Parthenope
11 Parthenope, asteroid glavnog pojasa. Otkrio ga je Annibale de Gasparis, 11. svibnja 1850. iz Napulja. 

## Vanjske poveznice
- Minor Planet Center

… |  10 Hygiea  | 11 Parthenope |  12 Victoria | …